# پیتر کالینکه
پیتر کالینکه (به آلمانی: Peter Kalinke) بازیکن فوتبال و مدافع اهل آلمان شرقی بود که از سال ۱۹۶۰ میلادی عضو تیم ملی فوتبال آلمان شرقی بوده‌است. وی در ۷ بازی ملی حضور داشته و در بازی‌های ملی‌اش گلی به ثمر نرساند. پیتر کالینکه آخرین بازی ملی خود را در سال ۱۹۶۱ میلادی انجام داد.